# Pusztaederics
Pusztaederics je vas na Madžarskem, ki upravno spada pod podregijo Zalaegerszegi Županije Zala.